# Schronisko za Filarkiem w Panieńskich Skałach
 Schronisko za Filarkiem w Panieńskich Skałach – schronisko w Panieńskich Skałach w Wolskim Dole w Lesie Wolskim w Krakowie. Pod względem geograficznym znajduje się w mezoregionie Pomost Krakowski, będącym częścią makroregionu Bramy Krakowskiej.

## Opis obiektu
Schronisko znajduje się w głównej grupie Panieńskich Skał, za filarem. Na pionowej szczelinie znajduje się otwór o wysokości 2,5 m i początkowej szerokości 1 m. Za otworem krótki, meandrujący korytarzyk, stopniowo zwężający się i wkrótce niemożliwy do przejścia. Kontaktem głosowym stwierdzono, że łączy się on ze Schroniskiem Krętym w Panieńskich Skałach.
Schronisko powstało w wapieniach pochodzących z jury późnej. W stropie korytarzyka znajdują się kotły wirowe, na ścianach występują niewielkie polewy. Namulisko w części początkowej próchniczne, cienkie, głębiej skalisty spąg. Schronisko jest oświetlone światłem słonecznym, nieco wilgotne. Przy jego otworze rosną glony, porosty i mchy – skrzydlik grzebieniasty Fissidens dubius, miechera Bessera Neckera besseri i krzewik źródliskowy Thamnobryum alopecurum. Zwierząt nie zaobserwowano.
Schronisko znane było od dawna. Po raz pierwszy zaznaczył go T. Fischer na szkicu Panieńskich Skał w 1938 roku. Dokumentację opracowali J. Baryła, M. Pruc i P. Malina w październiku 1999 r. Plan sporządził M. Pruc.

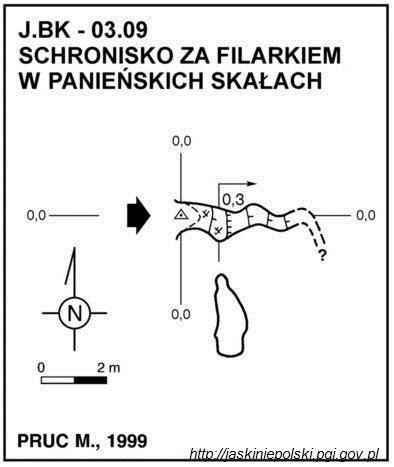
Plan